# Erik Derycke
Erik Derycke (ur. 28 października 1949 w Waregem) – belgijski i flamandzki polityk, prawnik oraz samorządowiec, parlamentarzysta, minister w różnych resortach, wicepremier, działacz Partii Socjalistycznej, sędzia Sądu Konstytucyjnego.

## Życiorys
W 1972 ukończył studia prawnicze na Uniwersytecie Gandawskim, po czym rozpoczął praktykę adwokacką. Zaangażował się w działalność polityczną w ramach flamandzkiej Partii Socjalistycznej. Był członkiem rady instytucji pomocy społecznej OCMW, a także radnym prowincji Flandria Zachodnia (1978–1984) i miasta Waregem (1988–2001). Między 1984 a 1995 zasiadał w Radzie Flamandzkiej, między 1984 a 2001 sprawował mandat posła do federalnej Izby Reprezentantów. Reprezentował krajowy parlament w Zgromadzeniu Parlamentarnym Rady Europy.
W latach 90. był członkiem belgijskiego rządu. Pełnił funkcję sekretarza stanu do spraw polityki naukowej (1990–1991), ministra współpracy na rzecz rozwoju (1991–1992) oraz sekretarza stanu z tożsamym zakresem obowiązków (1992–1995). W latach 1995–1999 był ministrem spraw zagranicznych. W 1995 krótko zajmował też stanowisko wicepremiera.
W 2001 otrzymał nominację na sędziego sądu arbitrażowego, przekształconego w 2007 w Sąd Konstytucyjny.
W 1999 odznaczony Krzyżem Komandorskim z Gwiazdą Orderu Zasługi Rzeczypospolitej Polskiej.